# CBS Building
Pour les articles homonymes, voir Black Rock.

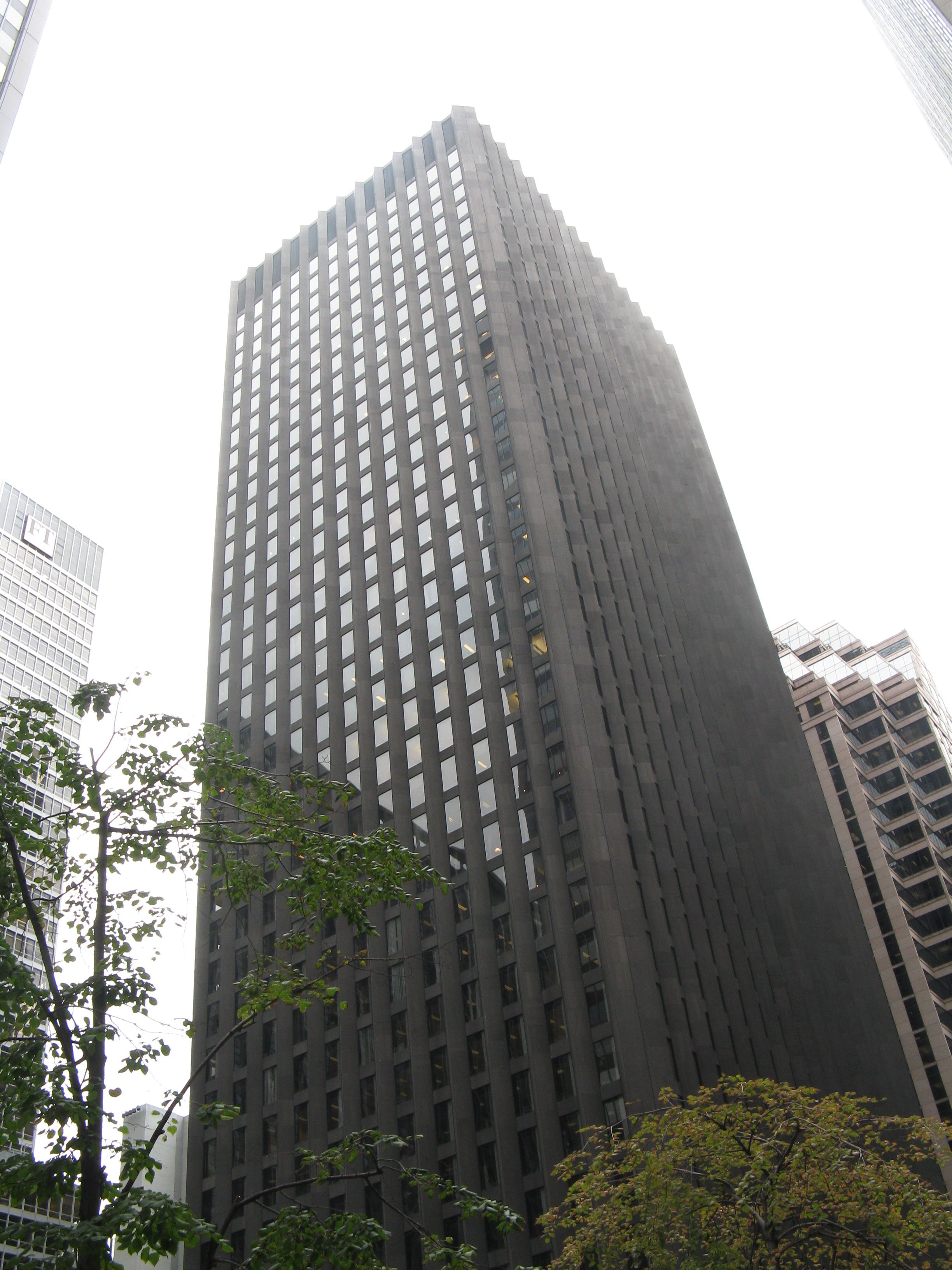
CBS Building

Le CBS Building, surnommé Black Rock en raison de son revêtement en granite noir, est un gratte-ciel de New York haut d'environ 150 m. Le bâtiment est conçu par l’architecte Eero Saarinen. Destiné à accueillir le siège social de la chaîne de télévision américaine Columbia Broadcasting System (CBS), sa construction s'est achevée en 1965.

## Construction
La tour est conçue par l’architecte Eero Saarinen et son équipe. Son système structural en béton a été développé par l’Ingénieur en structures Mario Salvadori. La physionomie du bâtiment est née du désir du président de CBS, Frank Stanton, d’avoir un immeuble qui se différencie des autres. En effet, contrairement aux grands gratte-ciel construits dans cette partie du centre-ville de Manhattan dans les années 1950 et 1960 ayant des façades de type mur-rideau, ses piliers sont plus dominants que ses fenêtres. La tour a reçu le surnom de "Black Rock" pour son revêtement de granit foncé.

## Usage
Jusqu'en 2000, l'immeuble de CBS abrite les stations de radio phares de CBS à New York WCBS (AM) et WCBS (FM).

## Galerie

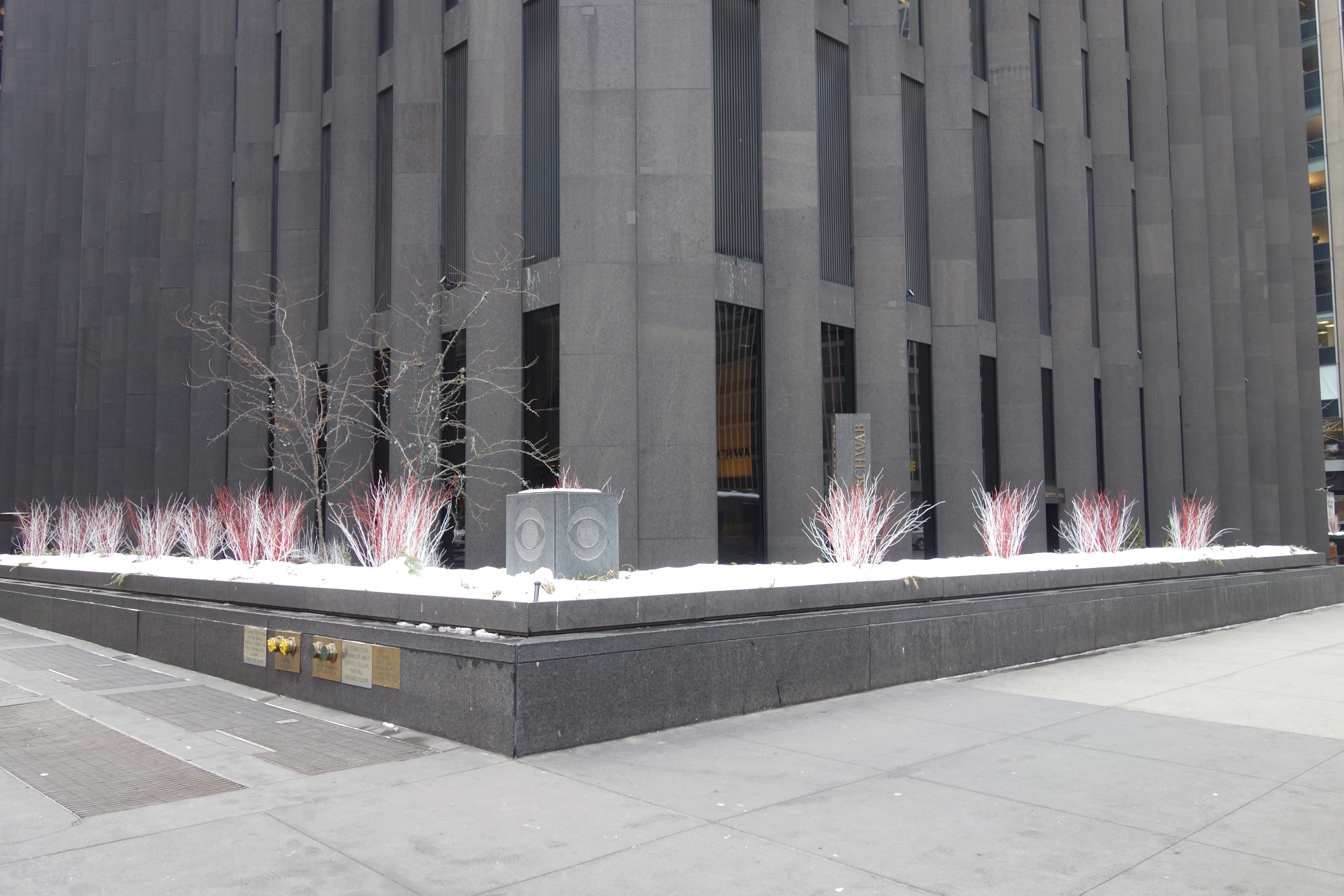
Angle de la tour au carrefour de la 53e Rue et la 6e Avenue.
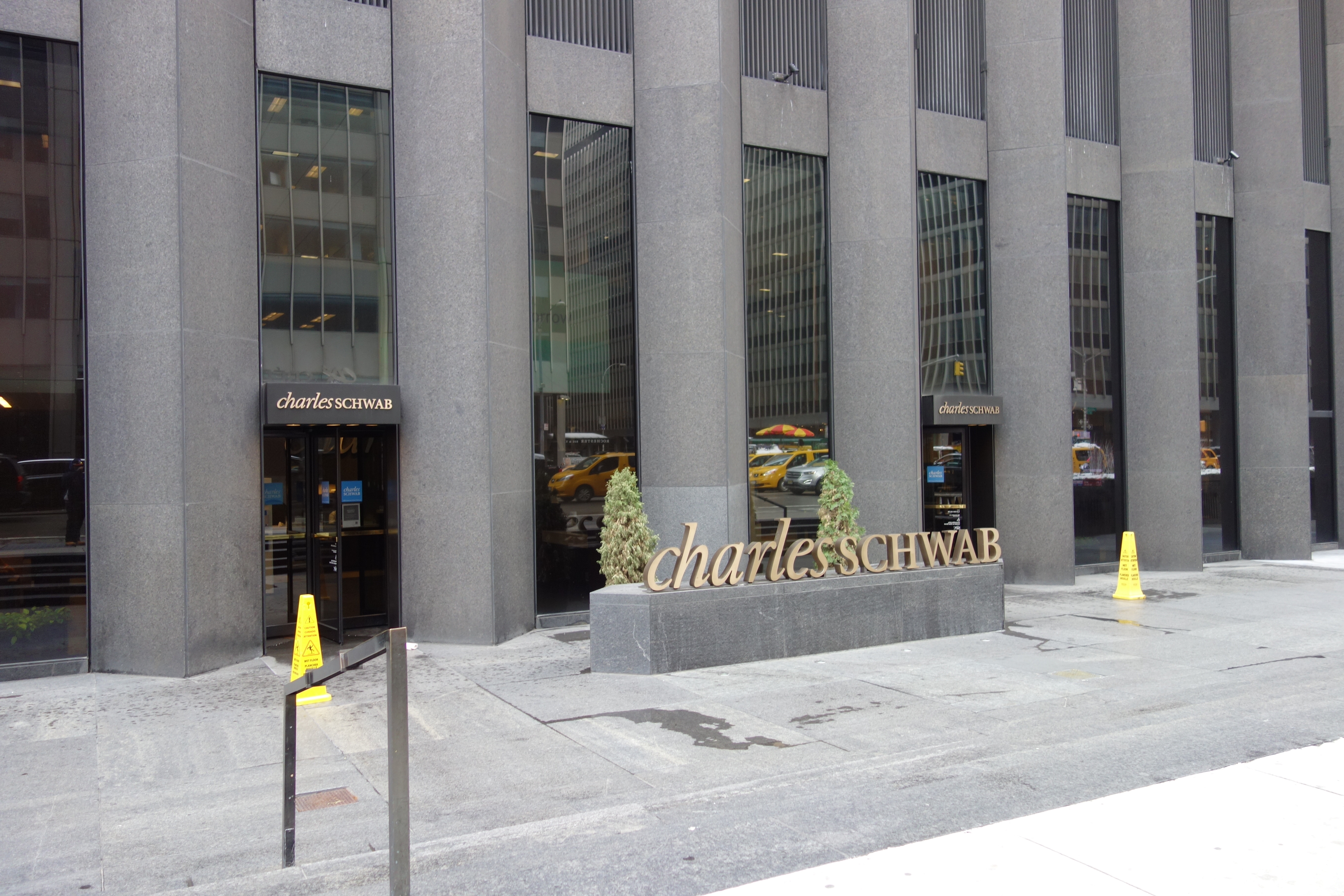
Détail du rez-de-chaussée.